# 月山站
月山站是位于河南省焦作市博爱县月山镇的一个铁路车站，建于1969年，有焦柳铁路、新月铁路、太焦铁路、侯月铁路经过该站，现办理客运货运业务。车站隶属郑州局集团焦作车务段，是一等站，本站及相邻上下行区间均为电气化区段。

## 车站结构
月山站站场规模二级六场。下行场、编组场、上行场分别设有7、16、5条股道，又称为月山场，东咽喉北侧分别为车辆段和机务段；南北直通场位于既有站场西侧2千米，南直通场、峰前到达场、北直通场各设有7、6、5条股道，北直通场和峰前到达场间为机务折返段。
月山上行场北直通场形成上行系统，主要接发晋北、洛阳和侯马方向到达，新乡方向出发的无改编列车及站编列车；月山下行场和南直通场形成下行系统，主要接发新乡方向到达，晋北、洛阳、侯马方向出发的无改编列车、站编列车和晋北方向到达，洛阳、侯马方向出发的折角列车；峰前到达场主要担负各方向到达的解体列车及晋北方向到达向洛阳、侯马方向出发的折角列车。

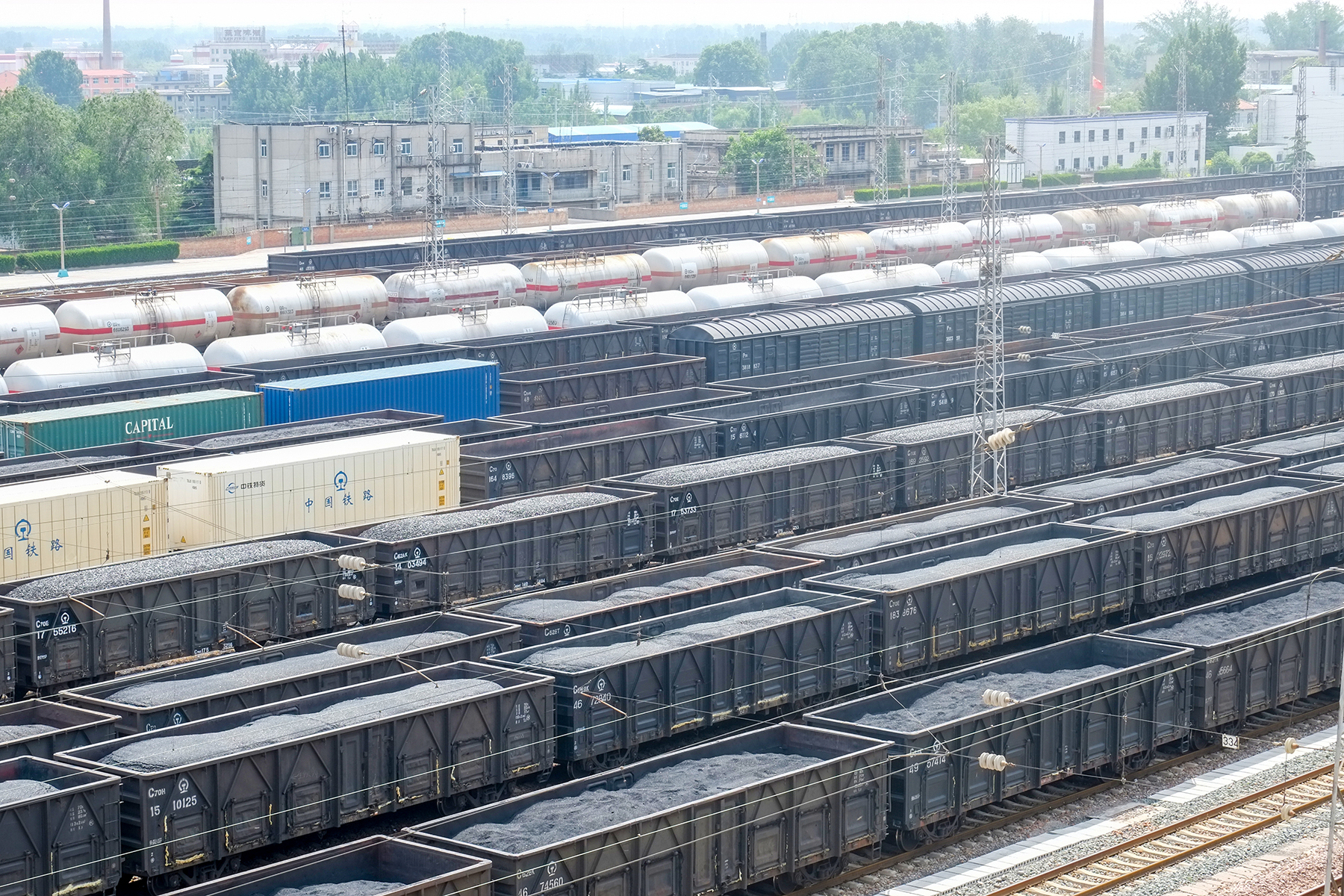
月山场
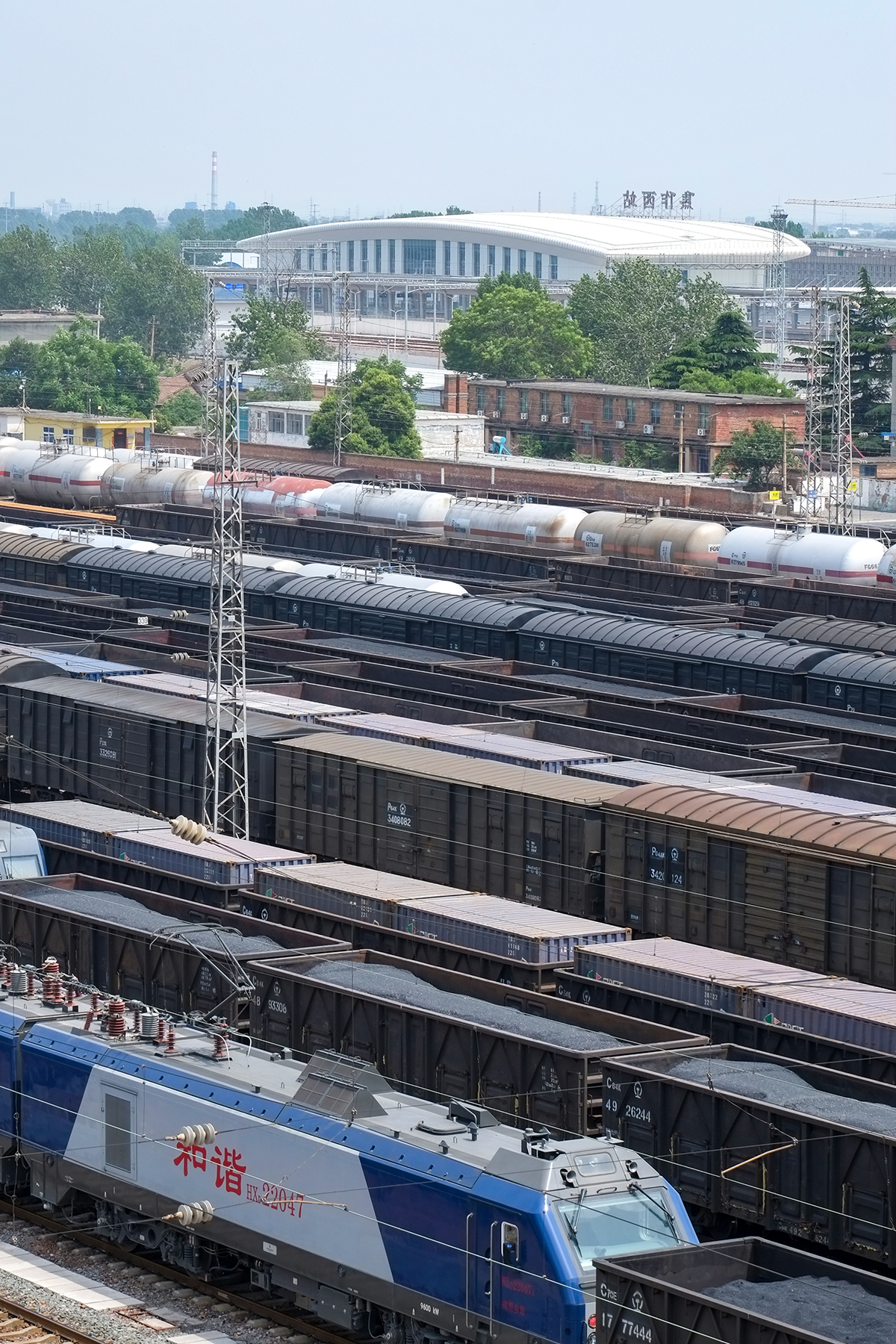
从月山寺眺望月山场和焦作西站
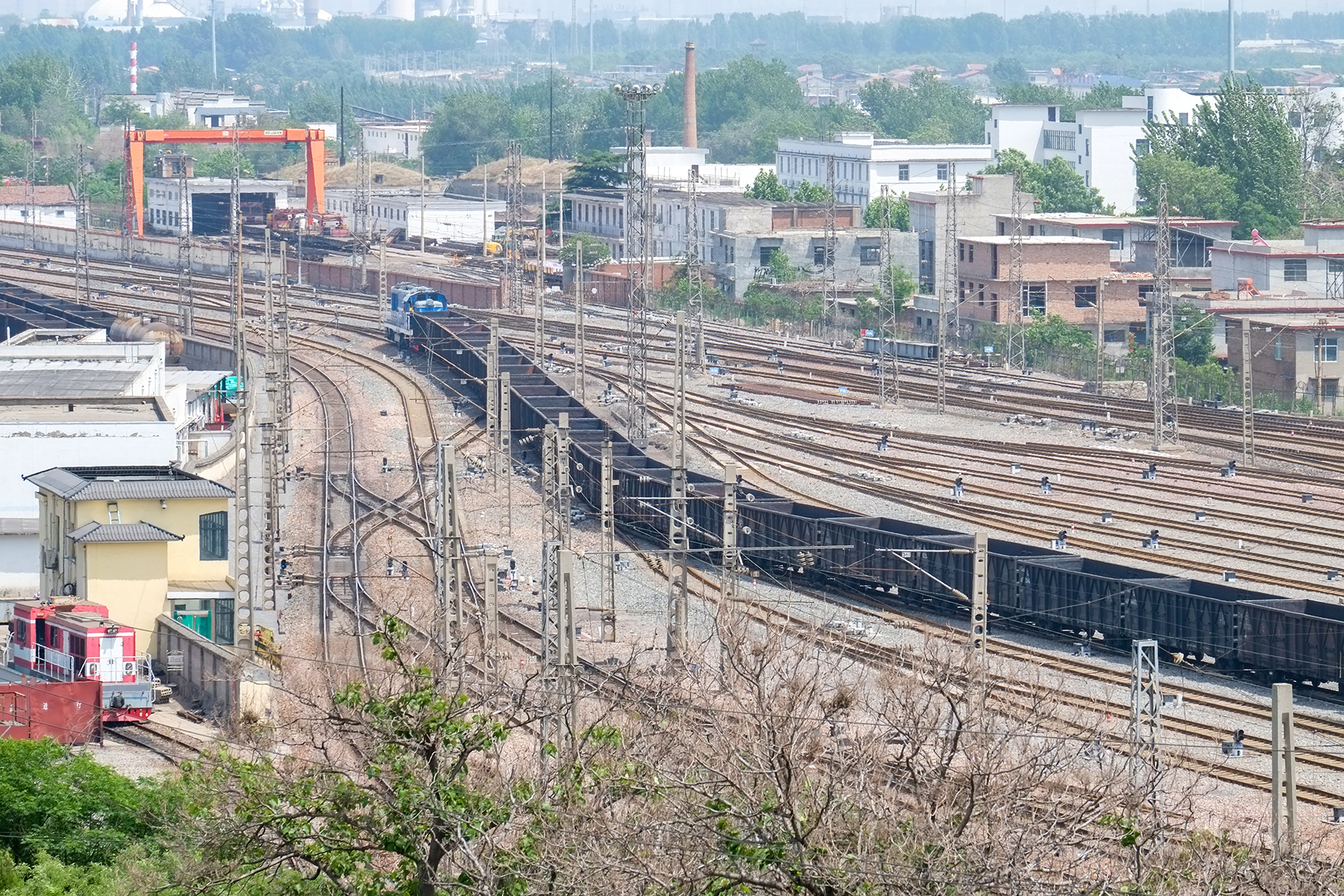
上行场列车出发

## 旅客列车目的地
截至2025年1月，月山站每日停靠2个旅客列车车次，均为过路车，列车车次及目的地如下表：
| 目的地 | 车次 | 列车所属路局 |
| ------ | ---- | ------------ |
| 太原   | K904 | 太原局集团   |
| 九江   | K903 | 太原局集团   |